# You Belong with Me

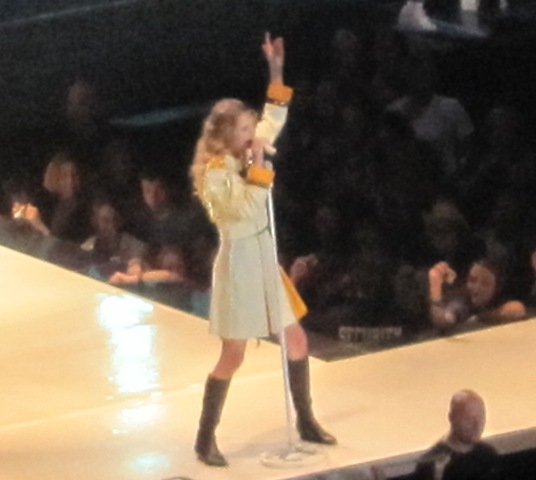
Taylor Swift si esibisce con You Belong With Me durante il Fearless Tour nel 2009.

You Belong with Me è un brano musicale interpretato da Taylor Swift, pubblicato dall'etichetta discografica Big Machine Records il 4 novembre 2008 per il download digitale ed il 20 aprile 2009 su CD, come terzo singolo estratto dell'album Fearless. Il singolo ha venduto 9,3 milioni di copie.

## Descrizione
Il brano è stato scritto da Liz Rose assieme alla stessa cantante, che ne è anche la produttrice con Nathan Chapman.
Taylor Swift si sentì ispirata a scrivere You Belong with Me dopo aver ascoltato un suo amico parlare al cellulare con la sua fidanzata. Lui era sulla difensiva mentre la ragazza gli urlava contro, e la rabboniva dicendole "No, tesoro... Ho dovuto chiudere la telefonata all'improvviso... Ho provato subito a richiamarti... Certo che ti amo. Più di ogni altra cosa! Amore, mi dispiace tantissimo." Partendo dalla solidarietà che provò per l'amico in quel momento, Taylor Swift sviluppò il tema della canzone. In una sessione di scrittura con Liz Rose Taylor Swift spiegò le sue idee e scrisse il verso "You're on the phone with your girlfriend / she's upset / she's going off about something that you said" (Sei al telefono con la tua ragazza / lei è arrabbiata / se la sta prendendo per qualcosa che hai detto) Insieme le due svilupparono la trama della canzone, in cui la protagonista è innamorata del suo amico e desidera che questi lasci la sua attuale ragazza per stare con lei. Taylor Swift riassunse le tematiche dicendo: "Parla di volere un ragazzo che sta con questa ragazza che non lo sa apprezzare. Un po' un malessere da 'ragazza della porta accanto'. Ti piace questo ragazzo che conosci da una vita, lo conosci meglio di quanto non possa lei ma per qualche motivo è sempre la ragazza popolare che lo conquista." Swift aggiunge: "Ci siamo proprio divertite nello scrivere il verso 'She wears short skirts, I wear T-shirts' (Lei indossa le minigonne, io porto le magliette)."

## Pubblicazione
"You Belong with Me" fu pubblicato come singolo promozionale da Fearless il 4 novembre 2008 all'interno del conto alla rovescia per Fearless, una campagna istituita da iTunes Store; la canzone fu pubblicata ufficialmente come terzo singolo da Fearless il 21 aprile 2009.

## Successo commerciale

### Nord America
Negli Stati Uniti d'America, alla sua pubblicazione come singolo promozionale, nella settimana terminata il 22 novembre 2008, il brano debuttò alla dodicesima posizione della Billboard Hot 100 grazie a 172,000 copie vendute digitalmente, facendola diventare l’artista con più debutti in top 20 nel 2008 insieme ai Jonas Brothers, record che ha successivamente battuto. La settimana successiva uscì dalla classifica. A seguito della sua pubblicazione come singolo, rientrò all’ottantasettesima posizione. Nel mese di agosto raggiunse la terza posizione, diventando la sua canzone a raggiungere una posizione più alta, superando Love Story, che arrivò alla quarta posizione nel gennaio 2009. Spinto da un airplay radiofonico non country, la canzone ha stabilito il più grande pubblico radiofonico crossover dopo Breathe di Faith Hill, risalente al 2000. La settimana seguente, raggiunse la seconda posizione, bloccata da I Gotta Feeling dei The Black Eyed Peas. Trascorse 16 settimane tra le prime dieci posizioni e 50 in totale nella classifica. Essa è una delle 13 canzoni dell’album Fearless a raggiungere la top 40 in questa classifica, battendo il record di possedere più canzoni ad arrivarci provenienti da un solo album. La canzone è certificata quattro volte platino dalla RIAA per aver venduto 4.000.000 di copie in territorio americano.
You Belong With Me divenne la prima canzone di Swift a raggiungere la vetta nella Billboard Radio Songs con 117 milioni di audience radiofonica. Diventò il primo singolo country crossover a raggiungere la vetta in questa classifica e ci rimase per due settimane consecutive. Nella Billboard Hot Country Songs, debuttò alla trentaduesima posizione e a giugno 2009 salì dalla tredicesima alla decima posizione, diventando l’ottava top 10 consecutiva della cantante. Diventò la quarta numero uno di quest’ultima in questa classifica dopo aver raggiunto la vetta ad agosto. Rimase in vetta due settimane, dopodiché scese alla sesta posizione. Trascorse un totale di 20 settimane in questa classifica. Nella Billboard Pop Songs, debuttò la quarantesima posizione, salì alla ventiseiesima nella settimana successiva e nella quinta settimana entrò nella top 10 alla decima posizione. A inizio settembre, raggiunse la seconda pozione e rimase bloccata dalla vetta per cinque settimane da I Gotta Feeling dei The Black Eyed Peas. Raggiunse la cima nella Adult Contemporary per 14 settimane e la seconda posizione nella Billboard Adult Pop Songs.
In Canada, You Belong With Me debuttò all’ottantaquattresima posizione e successivamente salì alla nona, per poi raggiungere la terza, dove ci rimase per tre settimane non consecutive. Rimase nella classifica canadese per 45 settimane. Raggiunse la vetta nella Canadian Country Radio dopo 11 settimane dall’invio alle radio. È stata certificata due volte disco di platino dalla Music Canada per aver venduto oltre 160.000 copie nel territorio.

### Europa
A luglio 2009, nel Regno Unito il singolo debuttò alla novantanovesima posizione nella UK Singles Chart. Raggiunse poi la trentesima posizione a fine settembre. In Irlanda, si spinse fino alla dodicesima posizione e rimase sei settimane in classifica. Raggiunse la sessantunesima posizione nella Eurochart Hot 100 Singles Chart, l’undicesima in Belgio (Fiandre), e la trentaduesima in Danimarca. Ebbe un simile successo nel resto dell’Europa, raggiungendo la top 40 in Belgio (Vallonia) e la top 50 in Svezia.

### Oceania
You Belong With Me fu un successo in Oceania. A maggio 2009, entrò nella classifica australiana alla cinquantesima posizione. A luglio raggiunse la quinta posizione, dove rimase per tre settimane non consecutive. Si posizionò ottantottesima nella classifica di fine decennio d’Australia. Fu certificata doppio disco di platino dalla Australian Recording Industry Association per aver superato le 140.000 copie vendute. A fine maggio 2009, fece il suo ingresso alla ventottesima posizione in Nuova Zelanda, e due settimane dopo, raggiunse anche qui la quinta posizione. È certificata platino dalla Recording Industry Association of New Zealand per aver venduto più di 15.000 copie.

## Video musicale
Il videoclip di "You Belong with Me" è stato diretto da Roman White. Nel clip Taylor Swift interpreta la protagonista del brano e al contempo la sua rivale, che lei stessa descrive come "la nerd che impazzisce per questo ragazzo che non può avere" e "la ragazza popolare." Taylor Swift descrisse quest'ultimo personaggio come "orribile e inquietante, intimidatorio e perfettino". Il ragazzo di cui è innamorata la protagonista è interpretato dall'attore americano Lucas Till; Taylor Swift lo incontrò sul set di Hannah Montana: The Movie nell'aprile 2008. In seguito gli chiese di recitare nel video perché era rimasta affascinata da lui e riteneva che incarnasse il "ragazzo dei sogni". Sulla sua partecipazione al video la cantante commentò: "Lui è senza dubbio perfetto per la parte, e inoltre è un ragazzo molto divertente." Taylor dichiarò che "in tutto il video sono seduta a fantasticare, sperando di poter essere al posto dell'altra." Per quanto riguarda la fine del video, il regista spiegò che Taylor Swift "diventa ciò che è veramente", e Swift la descrive come un lieto fine. La cantante dichiarò: "Una delle cose che preferisco di questo video è che non c'era una scena in cui semplicemente cantavo di fronte alla telecamera. Era tutta una narrazione, io narro ciò che succede in diretta attorno a me".
Il video fu diretto in due giorni tra Gallatin e Hendersonville, in Tennessee. Il primo giorno di riprese Taylor Swift si avvalse di una sosia perché tutti e due i personaggi da lei interpretati potessero apparire in un'unica scena. Nella scena in cui la ragazza della porta accanto balla in camera sua, il regista White volle che Swift si scatenasse fuori ritmo; la cantante sostiene che "non mi divertivo così da molto tempo, a perdere il controllo e a fare quei movimenti scomposti." Il secondo giorno fu filmata la scena finale del ballo scolastico e per ultime le scene di football, girate alla Pope John Paul II High School di Hendersonville, Tennessee. Molti studenti della scuola funsero da comparse, inclusi giocatori di football, membri della banda, cheerleader e studenti durante il ballo. Durante le riprese di un touchdown, Till non riusciva ad afferrare la palla, cosicché le riprese dovettero essere prolungate. "Se ti sforzi molto allora sì che il video viene bene", dichiarò Taylor Swift a proposito delle riprese.

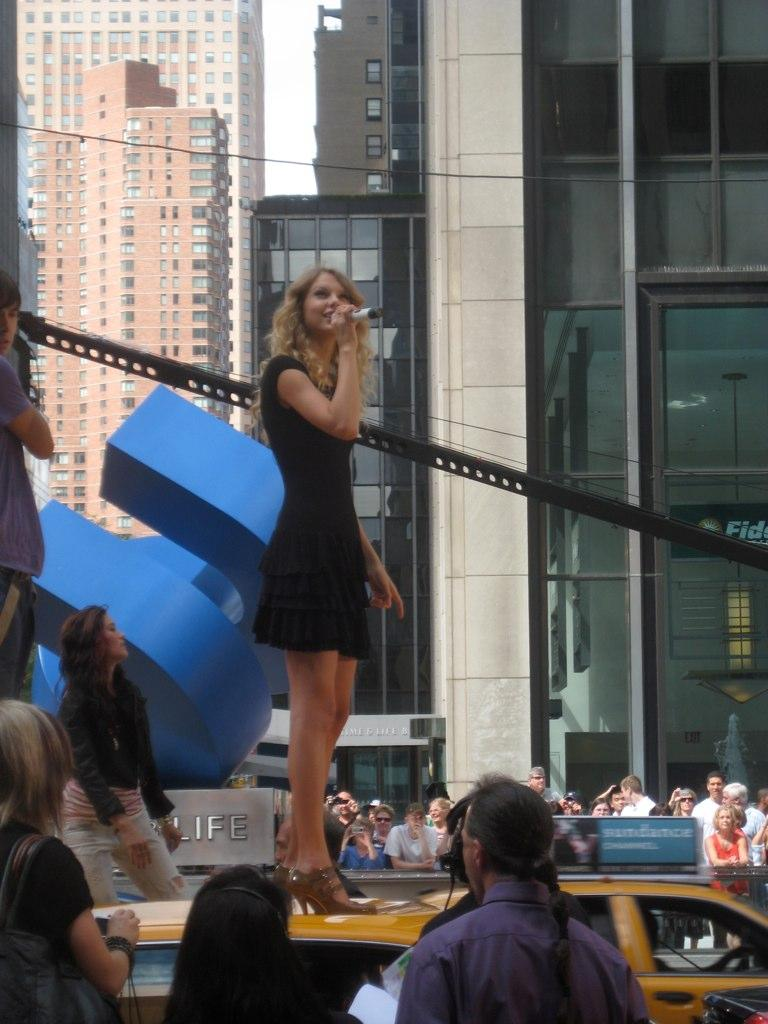
Taylor Swift interpreta "You Belong with Me" agli MTV Video Music Awards 2009.

Il video comincia con il ragazzo (Till) che litiga al cellulare con la sua fidanzata. La sua vicina di casa (Taylor Swift) lo osserva dalla finestra della sua camera, poi i due cominciano a parlarsi mostrando dei fogli scritti a mano dalle rispettive finestre. Il ragazzo chiude le tende prima che la ragazza possa mostrarle un foglio su cui ha scritto "I love you". Dopo la prima strofa Taylor Swift canta e balla nella sua camera di fronte allo specchio, cambiandosi d'abito e di look varie volte. Nelle scene successive Swift è seduta su una panchina mentre legge un libro, quindi arriva Till e i due cominciano a chiacchierare. Allora arriva a bordo di una decappottabile rossa Swift nel ruolo della fidanzata di Till; lo fa salire in macchina, lo bacia e guarda con disprezzo la protagonista. Nella scena seguente l'azione si svolge nel corso di una partita di football, in cui la Taylor popolare è capo cheerleader mentre la Taylor della porta accanto è sulle gradinate con la banda della scuola. Dopo aver fatto il touchdown vincente Till va verso la sua ragazza e la trova mentre flirta con un altro giocatore di football, ci litiga e i due si lasciano, mentre la Taylor della porta accanto osserva la scena. La sera del ballo Till chiede a Swift attraverso la finestra se andrà al ballo, ma lei risponde sempre via foglio che non ci andrà, deve studiare. Swift, tuttavia, nota che Till ha un'espressione delusa, e cambia idea. Subito dopo si vede Taylor Swift che si fa largo al ballo della scuola in un vestito bianco, bella come una principessa, mentre tutti la guardano allibiti. Till la nota e si avvia verso di lei, ignorando la Taylor popolare che cerca di trattenerlo. Alla fine del video, Till e Swift si mostrano l'un l'altra un foglio piegato su cui avevano scritto entrambi "I love you" e si baciano.
È uno dei video che ha ottenuto la certificazione Vevo.

### Recensioni
Il video debuttò il 2 maggio 2009, su CMT. Chris Ryan di MTV scrisse in proposito: "'You Belong With Me' è una commedia romantica per teenager in forma di video musicale, in cui Taylor interpreta due personaggi diversi. See Dooley di About.com annunciò che la Swift aveva lavorato "duro il doppio". Il The St. Petersburg Times paragonò gli occhialoni da vista portati da Taylor Swift a quelli di Clark Kent. Michael Deacon di The Daily Telegraph scrisse che il video ben rappresenta la canzone, "sono ugualmente melensi e scialbi".

## Controversie
Agli MTV Video Music Awards 2009 il video vinse come Miglior Video di un'Artista Femminile. Durante il discorso di Taylor Swift il rapper Kanye West la interruppe, le strappò il microfono e dichiarò: "Sì Taylor, mi fa molto piacere per te e ora ti lascio finire, ma Beyoncé aveva uno dei migliori video di tutti i tempi", riferendosi al suo video "Single Ladies (Put a Ring on It)". Secondo Jayson Rodriguez di MTV News, Beyoncé "guardava dalla platea, incredula". Più tardi nel corso della serata, durante il suo discorso per aver vinto il premio per il Video dell'Anno, Beyoncé richiamò Taylor Swift sul palco perché potesse concludere il suo discorso. Numerosi critici, fan e celebrità criticarono il gesto di Kanye West, compreso il Presidente degli Stati Uniti Barack Obama, che definì West un "asino". Alla fine West fece delle scuse a Taylor, che accettò.

## Classifiche

### Classifiche settimanali
| Classifica (2008-23) | Posizione massima |
| -------------------- | ----------------- |
| Australia            | 5                 |
| Belgio (Fiandre)     | 61                |
| Belgio (Vallonia)    | 63                |
| Canada               | 3                 |
| Danimarca            | 32                |
| Europa               | 61                |
| Irlanda              | 12                |
| Nuova Zelanda        | 5                 |
| Paesi Bassi          | 68                |
| Regno Unito          | 30                |
| Singapore            | 20                |
| Svezia               | 47                |
| Svizzera             | 58                |
| Stati Uniti          | 2                 |

### Classifiche di fine anno
| Classifica (2009) | Posizione |
| ----------------- | --------- |
| Australia         | 17        |
| Canada            | 14        |
| Nuova Zelanda     | 25        |
| Regno Unito       | 177       |
| Stati Uniti       | 11        |
| Classifica (2010) | Posizione |
| Stati Uniti       | 57        |

### Classifiche di fine decennio
| Classifica (2000-2009) | Posizione |
| ---------------------- | --------- |
| Australia              | 88        |

## You Belong With Me (Taylor's Version)
In seguito alla controversia con la sua precedente casa discografica e la vendita dei master delle pubblicazioni precedenti al suo contratto con la Republic Records, Swift ha cominciato a ri-registrare tutta la sua discografia dal 2006 al 2019, includendo anche brani non inclusi in alcun album in studio. Ogni reincisione presenta la dicitura Taylor's Version nel titolo, per distinguerla dall'incisione originale e quindi dal master non di proprietà della cantautrice.
Il 9 aprile 2021 Taylor Swift ha ripubblicato il brano sotto il nome You Belong With Me (Taylor's Version), incluso nell'album Fearless (Taylor's Version).

### Classifiche settimanali
| Classifica (2021-24) | Posizione massima |
| -------------------- | ----------------- |
| Australia            | 37                |
| Canada               | 44                |
| Irlanda              | 30                |
| Nuova Zelanda        | 5                 |
| Regno Unito          | 52                |
| Singapore            | 20                |
| Stati Uniti          | 75                |
| Mondo                | 51                |